# Chris Hemsworth
Christopher Hemsworth AM (Melbourne, 11 de agosto de 1983), mais conhecido como Chris Hemsworth, é um ator australiano que se tornou mais conhecido por interpretar Thor Odinson no Universo Cinematográfico Marvel.
Ele ocupou o papel de protagonista no filme de fantasia Snow White and the Huntsman (2012), no filme de guerra Red Dawn (2012), no thriller de ação Blackhat (2015), no thriller biográfico In the Heart of the Sea (2015), e em Men in Black: International (2019). Seus papéis mais aclamados pela crítica incluem a comédia de terror The Cabin in the Woods (2012) e o filme biográfico de dramaturgia esportiva Rush (2013), como James Hunt, campeão mundial de Fórmula 1 em 1976.
Os maiores sucessos comerciais de Hemsworth foram com o Universo Cinematográfico Marvel, interpretando Thor, começando em Thor (2011) e mais recentemente com Thor: Love and Thunder (2022), papel esse pelo qual ele recebeu indicações a vários prêmios, ganhando alguns. Seu trabalho com a franquia o estabeleceu como um dos atores principais e mais bem pagos do mundo.

## Início da vida
Hemsworth nasceu em Melbourne, Austrália em 11 de agosto de 1983, filho de Leonie van Os, uma professora de língua inglesa, e Craig Hemsworth, um assistente social. Ele é o irmão do meio de três; seu irmão Luke (mais velho) e Liam (mais novo) também são atores. Seu avô materno é um imigrante holandês e sua avó materna é descendente de irlandeses; ele também tem ascendência inglesa, escocesa e alemã. Ele foi criado em Melbourne e no Outback australiano em Bulman, Território do Norte. Ele afirmou: "Minhas primeiras lembranças foram nas estações de gado no Outback, e então voltamos para Melbourne e depois voltamos para lá e depois novamente. Certamente a maior parte da minha infância foi em Melbourne, mas provavelmente minhas memórias mais vivas foram lá em cima em Bulman, com crocodilos e búfalos. É muito diferente a vida". Ele frequentou o ensino médio no Heathmont College, antes de sua família voltar para o Território do Norte, e depois se mudou alguns anos depois para Phillip Island.

## Carreira

### Inicio de Carreira: 2002–2010
Hemsworth começou sua carreira aparecendo em várias séries de televisão. Em 2002, Hemsworth estrelou dois episódios da série de televisão de fantasia Guinevere Jones como Rei Arthur, além de fazer uma aparição na novela Neighbours e em um episódio de Marshall Law. No ano seguinte, ele apareceu em um episódio do The Saddle Club. Em 2004, Hemsworth fez o teste para o papel de Robbie Hunter na novela australiana Home and Away. Ele não recebeu a parte, mas foi posteriormente chamado para a parte de Kim Hyde. Ele se mudou para Sydney para se juntar ao elenco, aparecendo em 171 episódios da série. Ele deixou o elenco de Home and Away em 3 de julho de 2007. Hemsworth revelou mais tarde que, embora tenha se tornado mais visível depois de Home and Away, seu trabalho em uma novela não lhe rendeu o respeito da indústria cinematográfica.
Hemsworth foi um concorrente na quinta temporada de Dancing with the Stars Australia, em parceria com a dançarina profissional Abbey Ross. A temporada estreou em 26 de setembro de 2006, e após seis semanas, Hemsworth foi eliminado em 7 de novembro. A aparição de Hemsworth na franquia quase lhe custou o papel de Thor, já que os produtores da franquia de filmes da Marvel temiam que os fãs fossem adiados.
Em 2009, Hemsworth retratou o pai de James T. Kirk, George Kirk, nas cenas de abertura do filme de J.J. Abrams, Star Trek. O papel foi inicialmente oferecido a Matt Damon, que recusou; Abrams apreciou Hemsworth assumindo o papel. Josh Tyler do Cinema Blend ficou impressionado com Hemsworth, descrevendo a cena do ator como os "melhores cinco minutos que eu passei em um cinema este ano". O filme foi um sucesso de bilheteria, arrecadando US$ 385,7 milhões. Nesse mesmo ano, Hemsworth interpretou o personagem Kale no thriller A Perfect Getaway. Foi um sucesso modesto, arrecadando US$ 22 milhões contra um orçamento de US $ 14 milhões, e recebeu críticas mistas, embora Hemsworth tenha sido elogiado por sua performance "apropriadamente intimidadora" de um "mochileiro briguento". Paul Young da Screen Rant também elogiou o desempenho de Hemsworth como "sólido".
Hemsworth passou a interpretar Sam em Cash de 2010, ao lado do ator inglês Sean Bean, que foi o primeiro filme que ele filmou quando chegou aos Estados Unidos. O diretor do filme, Stephen Milburn Anderson, disse que Hemsworth só esteve nos Estados Unidos por seis semanas quando fez o teste para o papel, lembrando: "Aqui está um cara que é jovem, tem o visual certo, é um ótimo ator e, vamos encarar, ele é lindo. Então eu digo, precisamos pegar esse cara. Fiquei muito impressionado". Em novembro de 2010, o The Hollywood Reporter nomeou Hemsworth como um dos jovens atores do sexo masculino que estão "empurrando, ou sendo empurrados" para Hollywood.

### Avanço na Indústria Cinematográfica: 2011–2015

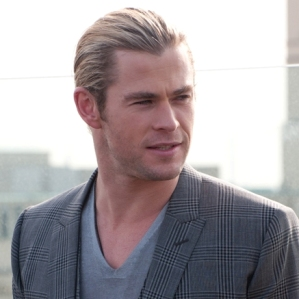
Chris Hemsworth em abril de 2012.

Em 2011, a Sony Pictures anunciou que Hemsworth iria estrelar o thriller Shadow Runner. embora o filme ainda não tenha entrado em produção. Nesse mesmo ano, Hemsworth foi escalado como o super-herói Thor no Universo Cinematográfico Marvel. Seu primeiro filme na franquia foi Thor, de 2011. Ele e o colega de elenco Tom Hiddleston, que no fim interpretou com Loki, fizeram um teste para o papel, pelo qual Hemsworth disse que colocou 20 libras de músculo. Totalizando um total mundial de US $ 449,3 milhões, Thor foi o 15º filme de maior bilheteria de 2011. O filme recebeu críticas positivas, e o retrato de Hemsworth do "Deus do Trovão" foi elogiado por Kenneth Turan, do Los Angeles Times. Hemsworth reprisou o papel no ano seguinte para o filme The Avengers (2012) como um dos seis super-heróis ao lado de Robert Downey Jr., como Tony Stark/Homem de Ferro, Chris Evans como Steve Rogers/Capitão América, Mark Ruffalo como Bruce Banner/Hulk, Scarlett Johansson como Natasha Romanoff/Viúva Negra e Jeremy Renner como Clint Barton/Gavião Arqueiro, enviado para defender a Terra de seu irmão adotivo, Loki. O filme foi um sucesso crítico e comercial, arrecadando US$ 1,519 bilhão em todo o mundo. Os elencos foram elogiados por sua química na tela por Peter Travers da Rolling Stone.
Embora Hemsworth tenha filmado o filme de terror The Cabin in the Woods logo após o lançamento de Star Trek, o primeiro foi inédito até 2012. Ele recebeu críticas positivas, e sua interpretação do atleta masculino Alpha Curt Vaughan foi descrita por Alison Foreman de Mashable como seu papel "mais sexy" ainda. Hemsworth mais tarde estrelou ao lado de Kristen Stewart no filme Branca de Neve e o Caçador (2012) como o Caçador. Apesar de um sucesso comercial, arrecadando $ 396 milhões em todo o mundo, recebeu críticas mistas. Os críticos criticavam a química de Hemsworth e Stewart na tela, e Angela Watercutter, da Wired, achava que os personagens não eram "totalmente desenvolvidos". Hemsworth foi escalado como Jed Eckert em 2012 em Red Dawn, ele foi escalado como Thor dois dias depois de ser escalado no Red Dawn. O filme foi uma bomba de bilheteria, arrecadando apenas US$ 50 milhões contra um orçamento de produção de US$ 65 milhões e recebeu críticas negativas.

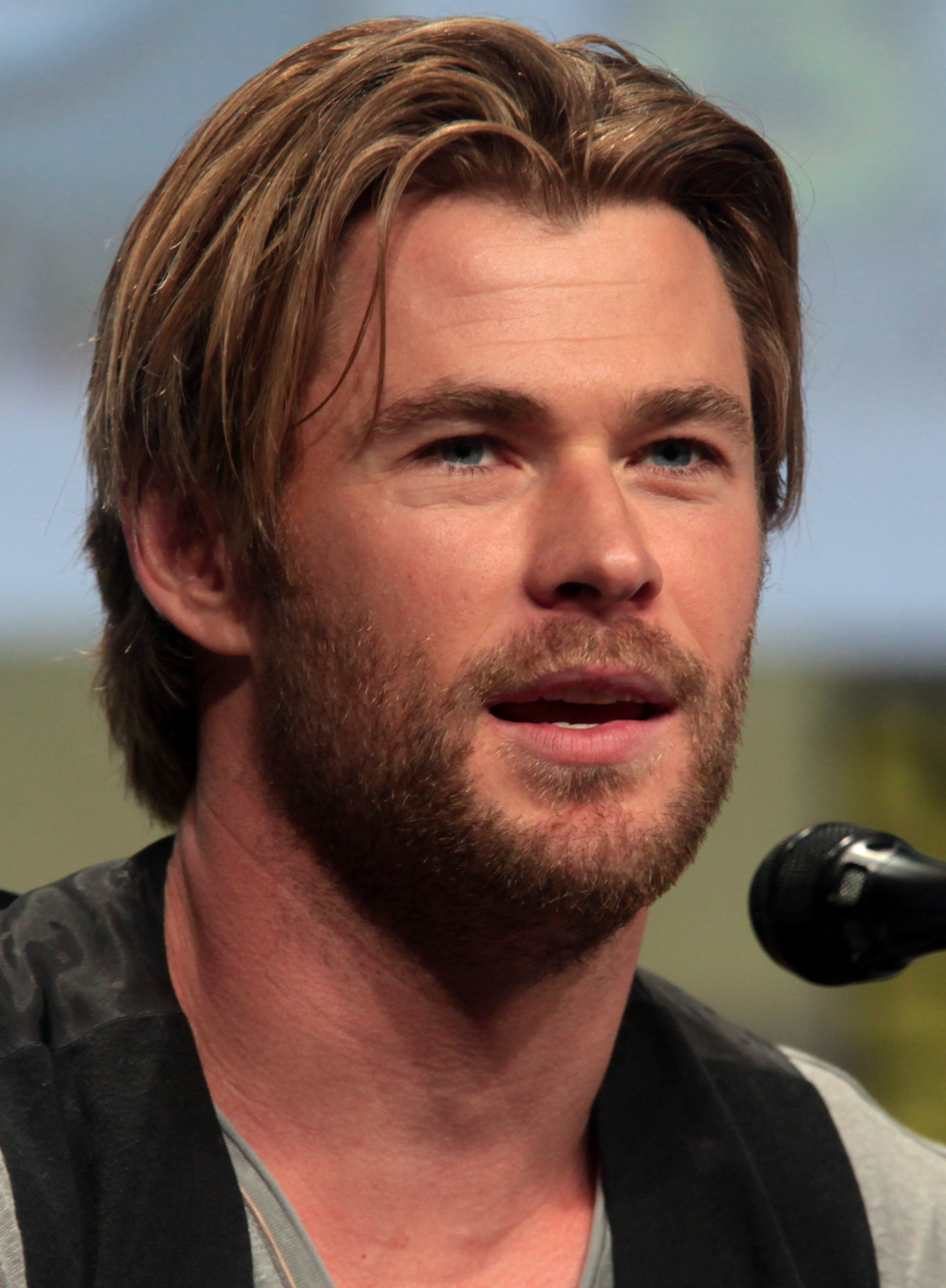
Chris Hemsworth no San Diego Comic-Con de 2014.

Em 2013, Hemsworth estrelou o filme de esportes Rush de Ron Howard, como o campeão mundial de Fórmula 1 de 1976, James Hunt. O filme foi elogiado pela crítica e se tornou um sucesso de bilheteria, arrecadando US$ 98,2 milhões contra um orçamento de US$ 38 milhões. Henry Barnes do The Guardian elogiou o retrato de Hemsworth, admirando-o por entregar o "excelente roteiro" com "um pouco de maestria". Mais tarde naquele ano, Hemsworth reprisou o personagem Thor para a continuação de Thor em Thor: The Dark World (2013). Apesar de um sucesso comercial com um total bruto de US$ 644,6 milhões, o filme se tornou o filme de menor classificação na franquia MCU no site de agregadores de revisão Rotten Tomatoes com 66% de aprovação. A química de Hemsworth na tela com Hiddleston foi elogiada pelos críticos; Ben Child, do The Guardian, disse: "Graças ao impressionante carisma coletivo de Hiddleston e Hemsworth, Thor: The Dark World está longe de ser um matador de franquias". Em 2015, ele reprisou seu papel como Thor pela quarta vez na sequência de The Avengers, Avengers: Age of Ultron. Além do filme receber críticas positivas e arrecadar mais de US$ 1,4 bilhão em todo o mundo, Hemsworth também ganhou o People's Choice Awards de Ator de Filme de Ação Favorita. Hemsworth retornou ao set de Home and Away em novembro de 2014 para filmar uma cena como um extra e não como seu personagem Kim Hyde. O episódio em que ele apareceu foi transmitido em 19 de maio de 2015.

### Reconhecimento mundial: 2016 – presente

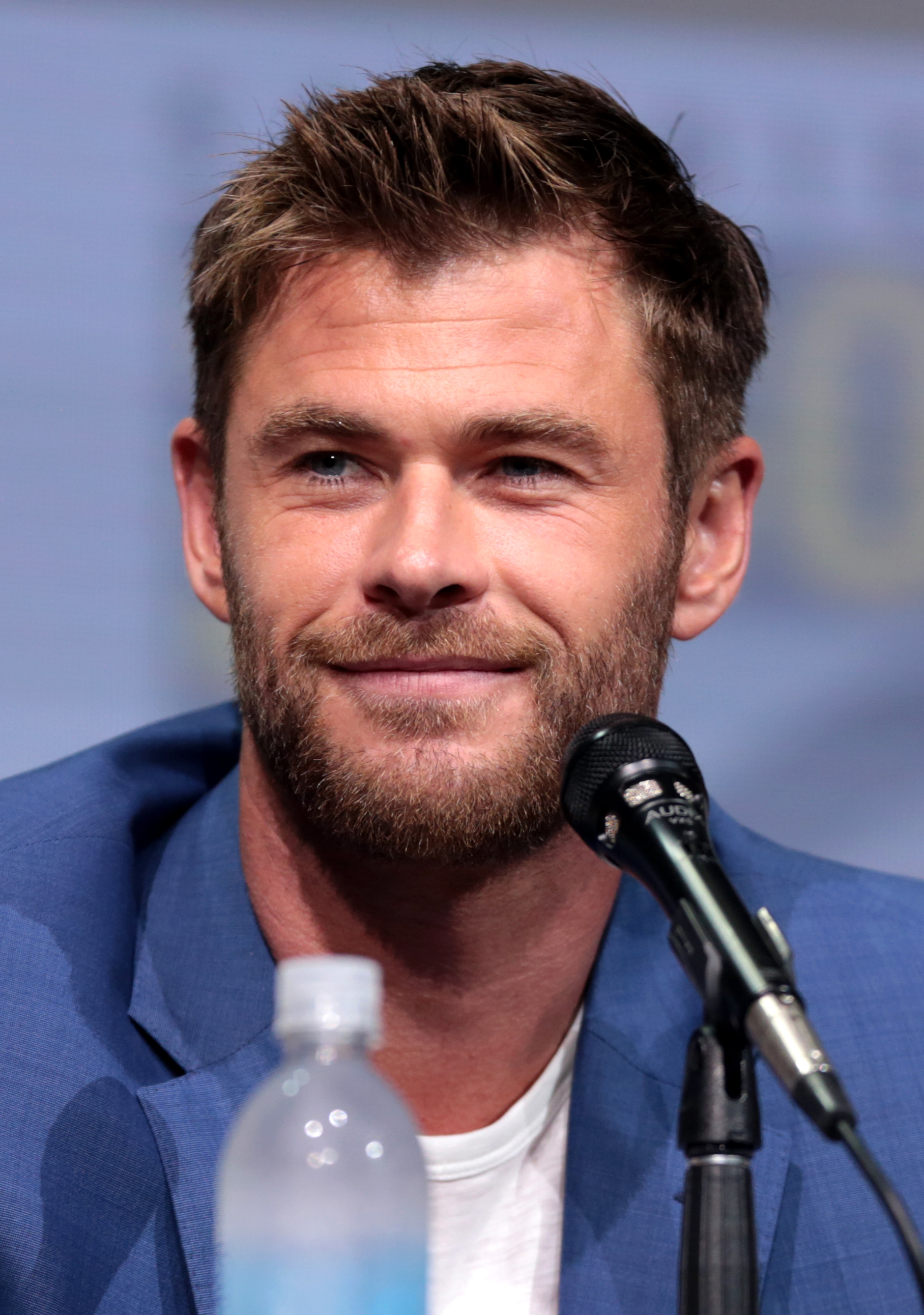
Hemsworth no San Diego Comic-Con de 2017.

Em 2016, Hemsworth reprisou o papel de Eric the Huntsman em The Huntsman: Winter's War, ao lado de Jessica Chastain, que interpreta seu interesse amoroso. Escrevendo para IndieWire, Oliver Lyttelton criticou a química na tela de Hemsworth com Chastain, escrevendo que "ambos estão lutando contra acentos que não estão confortáveis, exibindo zero química e, francamente, aparentando estar em filmes diferentes". O filme apresentou um desempenho abaixo do seu antecessor, arrecadando apenas US$ 165 milhões. Hemsworth mais tarde se juntou aos elencos do filme Ghostbusters, retratando Kevin, o recepcionista. O filme teve um desempenho ruim e comercial, embora Hemsworth tenha sido elogiado por "ser o mais divertido" de Caroline Westbrook para o Metro e venceu o prêmio Kids 'Choice de ator favorito.
Hemsworth repetiu seu papel como Thor em Thor: Ragnarok, lançado em 3 de novembro de 2017 nos EUA, e novamente em ambos os terceiro e quarto Vingadores filmes, Vingadores: Guerra Infinita e Avengers: Endgame em 2018 e 2019 respectivamente. Todos os três filmes foram um sucesso crítico e comercial, com Thor: Ragnarok amplamente descrito como salvando a franquia Thor. Hemsworth ganhou o Teen Choice Awards para Choice Sci-Fi Movie Actor. Enquanto isso, em sua resenha de Vingadores: Endgame, Joe Morgenstern do The Wall Street Journal reconheceu "Thor de Chris Hemsworth, cativante, apesar do material irregular e do aparentemente dramático alcance do ator "enquanto elogiava Hemsworth no MCU Infinity Saga" como o ator cômico e exuberante que estava destinado a ser, enquanto Thor se transforma, de forma alarmante e encantadora, ainda heroicamente".
Em 2019, Hemsworth também estrelou um spin-off da série Men in Black, intitulada Men in Black: International. O filme arrecadou US$ 251 milhões em todo o mundo e recebeu críticas desfavoráveis dos críticos, que criticaram a "ação sem brilho e trama esquecível", embora a química entre Hemsworth e a co-estrela Tessa Thompson tenha sido elogiada.
Hemsworth estava indo inicialmente para reprisar seu papel como George Kirk no quarto filme da reinicializado Star Trek, mas ele deixou o projeto em agosto 2018 após negociações contratuais caiu completamente. Hemsworth revelou mais tarde que a razão para sua saída foi porque ele achou o roteiro abaixo do esperado. Ele irá reprisar o papel de Thor para o quarto filme solo, Thor: Love and Thunder, que deve começar a ser filmado em agosto de 2020, na Austrália, e deve ser lançado em 5 de novembro de 2021.

## Vida pessoal
Chris já namorou a atriz australiana Isabel Lucas, com quem contracenou na série Home and Away. Atualmente, é casado com a atriz espanhola Elsa Pataky desde dezembro de 2010, com quem teve sua primeira filha, India Rose, que nasceu no dia 11 de maio de 2012 em Londres (Inglaterra) e os filhos gêmeos, Tristan e Sasha, nascidos no dia 18 de março de 2014.

## Filmografia

### Cinema
| Ano  | Título                      | Personagem                | Distribuição          | Notas               |
| ---- | --------------------------- | ------------------------- | --------------------- | ------------------- |
| 2009 | Star Trek                   | George Kirk               | Paramount Pictures    |                     |
| 2009 | A Perfect Getaway           | Kale Garrity              | Universal Pictures    |                     |
| 2010 | Ca$h                        | Sam Phelan                | Roadside Attractions  |                     |
| 2011 | Thor                        | Thor Odinson              | Paramount Pictures    |                     |
| 2011 | The Cabin in the Woods      | Curt Vaughan              | Lionsgate             |                     |
| 2012 | The Avengers                | Thor Odinson              | Walt Disney SMP       |                     |
| 2012 | Snow White and the Huntsman | Eric, o caçador           | Universal Pictures    |                     |
| 2012 | Red Dawn                    | Jed Eckert                | FilmDistrict          |                     |
| 2013 | Rush                        | James Hunt                | Universal Pictures    |                     |
| 2013 | Thor: The Dark World        | Thor Odinson              | Walt Disney SMP       |                     |
| 2015 | Blackhat                    | Nicolas Hathaway          | Universal Pictures    |                     |
| 2015 | Avengers: Age of Ultron     | Thor Odinson              | Walt Disney SMP       |                     |
| 2015 | Vacation                    | Stone Crandall            | Warner Bros. Pictures |                     |
| 2015 | In the Heart of the Sea     | Owen Chase                | Warner Bros. Pictures |                     |
| 2016 | The Huntsman: Winter's War  | Eric, o caçador           | Universal Pictures    |                     |
| 2016 | Ghostbusters                | Kevin Beckman             | Sony Pictures         |                     |
| 2016 | Team Thor: Part 1           | Thor Odinson              | Walt Disney SMP       | Curta-metragem      |
| 2016 | Doutor Estranho             | Thor Odinson              | Walt Disney SMP       | Cameo não creditado |
| 2017 | Team Thor: Part 2           | Thor Odinson              | Walt Disney SMP       | Curta-metragem      |
| 2017 | Thor: Ragnarok              | Thor Odinson              | Walt Disney SMP       |                     |
| 2018 | 12 Strong                   | Cap. Mitch Nelson         | Warner Bros. Pictures |                     |
| 2018 | Avengers: Infinity War      | Thor Odinson              | Walt Disney SMP       |                     |
| 2018 | Bad Times at the El Royale  | Billy Lee                 | 20th Century Fox      |                     |
| 2019 | Avengers: Endgame           | Thor Odinson              | Walt Disney SMP       |                     |
| 2019 | Men in Black: International | Agente H                  | Sony Pictures         |                     |
| 2019 | Jay and Silent Bob Reboot   | Chris Hemsworth           | Saban Films           | Cameo               |
| 2020 | Extraction                  | Tyler Rake                | Netflix               |                     |
| 2022 | Interceptor                 | Vendedor                  | Netflix               | Cameo não creditado |
| 2022 | Spiderhead                  | Steve Abnesti             | Netflix               |                     |
| 2022 | Thor: Love and Thunder      | Thor Odinson              | Walt Disney SMP       |                     |
| 2023 | Extraction 2                | Tyler Rake                | Netflix               | Pós-produção        |
| 2024 | Furiosa: A Mad Max Saga     | Dementus                  | Warner Bros. Pictures | Em filmagens        |
| 2024 | Transformers One            | Orion Pax / Optimus Prime | Paramount Pictures    | Voz                 |
| 2026 | Avengers: Doomsday          | Thor Odinson              | Walt Disney SMP       | Em filmagens        |
| TBA  | Hogan                       | Hulk Hogan                |                       | Pré-produção        |

### Televisão
| Séries      | Séries          | Séries           | Séries         | Séries              | Séries | Séries |
| Ano         | Título          | Personagem       | Distribuição   | Notas               |        |        |
| ----------- | --------------- | ---------------- | -------------- | ------------------- | ------ | ------ |
| 2002        | Guinevere Jones | Rei Arthur       | YTV            | T01 (2 episódios)   |        |        |
| 2002        | Marshall Law    | A criança        | Seven Network  | T01:E11             |        |        |
| 2003        | The Saddle Club | George Whiteside | ABC Television | T02:E17             |        |        |
| 2004        | Fergus McPhail  | Craig            | Network 10     | T01:E08             |        |        |
| Telenovelas |                 |                  |                |                     |        |        |
| Ano         | Título          | Personagem       | Distribuição   | Notas               |        |        |
| 2002        | Neighbours      | Jamie Kane       | Network 10     | Episódio #4069      |        |        |
| 2004        | Home and Away   | Kim Hyde         | Seven Network  | T17 (9 episódios)   |        |        |
| 2005        | Home and Away   | Kim Hyde         | Seven Network  | T18 (33 episódios)  |        |        |
| 2006        | Home and Away   | Kim Hyde         | Seven Network  | T19 (50 episódios)  |        |        |
| 2007        | Home and Away   | Kim Hyde         | Seven Network  | T20 (100 episódios) |        |        |

### Dublagem
| Séries      | Séries               | Séries        | Séries          | Séries                 | Séries | Séries |
| Ano         | Título               | Personagem    | Distribuição    | Notas                  |        |        |
| ----------- | -------------------- | ------------- | --------------- | ---------------------- | ------ | ------ |
| 2021        | Loki                 | Throg         | Disney+         | T01:E05; Não creditado |        |        |
| 2021        | What If...?          | Thor Odinson  | Disney+         | T01 (2 episódios)      |        |        |
| Video Games |                      |               |                 |                        |        |        |
| Ano         | Título               | Personagem    | Distribuição    | Notas                  |        |        |
| 2011        | Thor: God of Thunder | Thor Odinson  | Sega            |                        |        |        |
| 2015        | Lego Dimensions      | Kevin Beckman | Warner Bros. IE |                        |        |        |
| 2016        | Ghostbusters         | Kevin Beckman | Activision      |                        |        |        |

### Outros

#### Documentários
| Ano  | Título                           | Função    | Distribuição             | Notas |
| ---- | -------------------------------- | --------- | ------------------------ | ----- |
| 2021 | Shark Beach with Chris Hemsworth | Anfitrião | National Geographic Wild |       |
| 2022 | Limitless with Chris Hemsworth   | Anfitrião | Disney+                  |       |

#### Programas de TV
| Ano  | Título                 | Função     | Distribuição  | Notas             |
| ---- | ---------------------- | ---------- | ------------- | ----------------- |
| 2006 | Dancing with the Stars | Competidor | Seven Network | T05 (Top 5)       |
| 2015 | Saturday Night Live    | Anfitrião  | NBC           | T40:E15 / T41:E08 |

#### Equipe de Desenvolvimento
| Ano  | Título                           | Produção | Direção | Roteirização | Notas |
| ---- | -------------------------------- | -------- | ------- | ------------ | ----- |
| 2018 | Andy Irons: Kissed by God        | Sim      | Não     | Não          |       |
| 2020 | Extraction                       | Sim      | Não     | Não          |       |
| 2021 | Shark Beach with Chris Hemsworth | Sim      | Não     | Não          |       |
| 2022 | Interceptor                      | Sim      | Não     | Não          |       |
| 2022 | Spiderhead                       | Sim      | Não     | Não          |       |
| 2022 | Thor: Love and Thunder           | Sim      | Não     | Não          |       |
| TBA  | Hogan                            | Sim      | Não     | Não          |       |

## Prêmios e indicações
| Ano  | Premiação          | Categoria                             | Trabalho                                  | Resultado | Ref. |
| ---- | ------------------ | ------------------------------------- | ----------------------------------------- | --------- | ---- |
| 2005 | Logie Awards       | Ator Mais Popular                     | Home and Away                             |           |      |
| 2005 | Logie Awards       | Novo Talento Mais Popular - Masculino | Home and Away                             | Venceu    |      |
| 2006 | Logie Awards       | Ator Mais Popular                     | Home and Away                             | Indicado  |      |
| 2012 | Teen Choice Awards | Melhor Ator dos Filmes de Verão       | Os Vingadores, Branca de Neve e o Caçador | Venceu    |      |